# Molino Doll
Molino Doll est une localité rurale argentine située dans le département de Victoria et dans la province d'Entre Ríos.

## Démographie
La population de la localité, c'est-à-dire à l'exclusion de la zone rurale, était de 123 habitants en 1991 et de 84 en 2001. La population de la juridiction du conseil de direction était de 84 habitants en 2001.

## Histoire
On peut apercevoir dans le ruisseau un barrage effondré, construit avec des pierres et des chutes d'eau artificielles, qui alimentait à son tour le moulin à farine qui donne son nom au village. Les pierres sont une rareté dans les cours d'eau de la région, ce sont les restes de l'ingression marine du Quaternaire : des bancs de calcaire récifal gris blanchâtre, stratifiés en bancs massifs jusqu'à 1 m d'épaisseur, avec des ichnofossiles de Taenidium, Thalassinoides, Arca, Ostrea, Monophoraster.
La pêche est pratiquée dans le ruisseau. Il existe également un camping privé qui utilise le ruisseau comme une attraction touristique. La localité ne dispose pas de poste de premiers secours,.
Le conseil d'administration a été créé par le décret no 4693/1993 MGJE du 24 septembre 1993.